# Abschnittsbefestigung Palling
Die Abschnittsbefestigung Palling ist eine abgegangene mittelalterliche Höhenburg (Abschnittswall) auf einem nach Südosten gerichteten 565 m ü. NHN hohen Geländevorsprung des Pallinger Berges etwa 400 Meter nordwestlich der Kirche von Palling im Landkreis Traunstein in Bayern. Die Anlage wird als Bodendenkmal unter der Aktennummer D-1-7941-0161 im Bayernatlas als „Abschnittsbefestigung des frühen oder älteren Mittelalters“ geführt. 
Von der ehemaligen Wallanlage, die vermutlich als Fluchtburg genutzt wurde, sind noch ein etwa 115 Meter langes Wallgrabenstück sowie Wall- und Grabenreste erhalten. Der südliche Teil der Burganlage wurde durch Steinbruch zerstört. Der Burgstall ist heute ein Bodendenkmal.